# Karkowo (Gościno)
Karkowo (deutsch Karkow) ist ein Dorf in der Woiwodschaft Westpommern in Polen. Es gehört zu der Gmina Gościno (Gemeinde Groß Jestin) im Powiat Kołobrzeski (Kolberger Kreis).

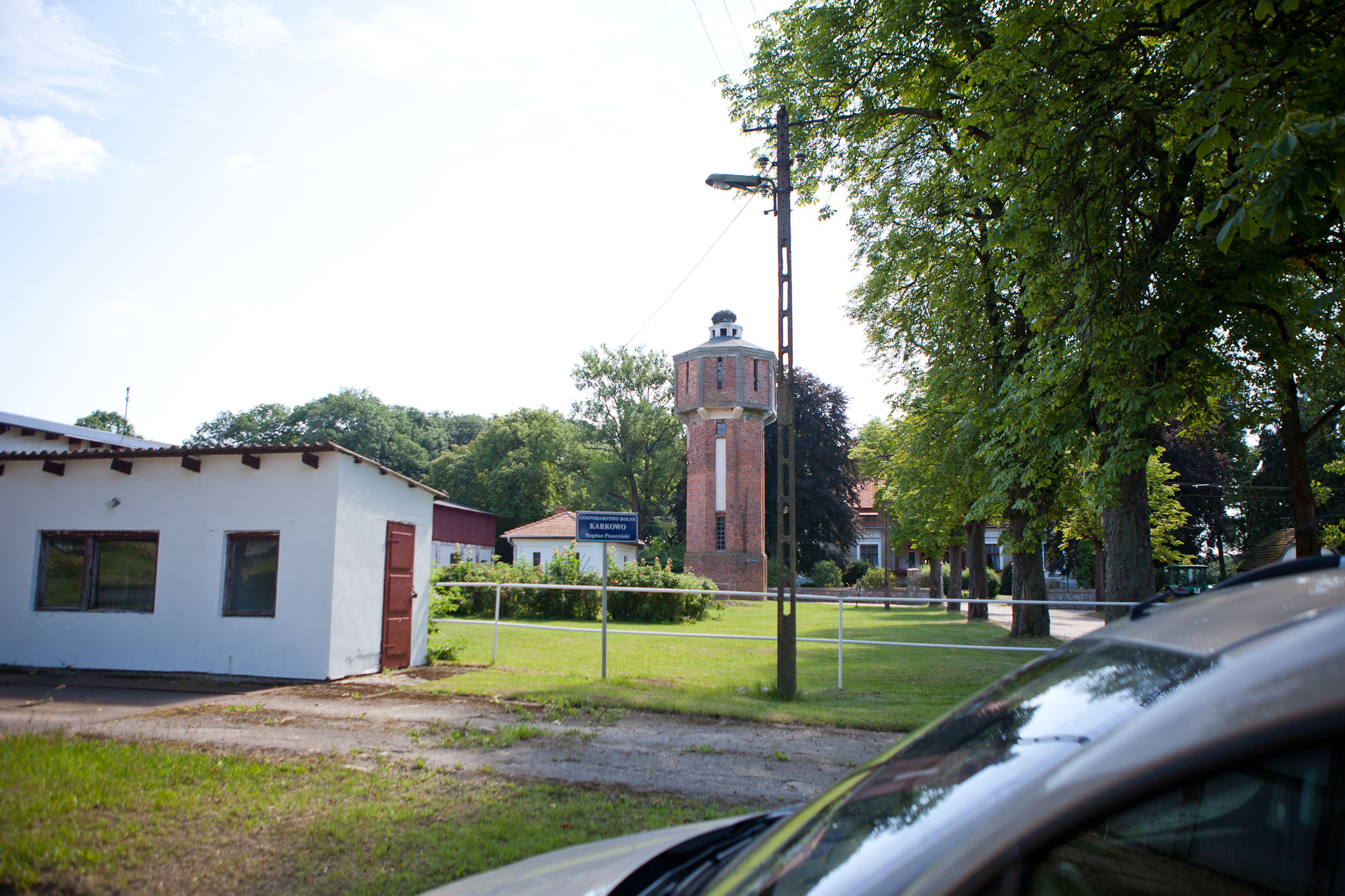
Ortsbild mit Wasserturm (Aufnahme von 2014)

## Geographische Lage
Das Dorf liegt in Hinterpommern, etwa 18 Kilometer südlich von Kołobrzeg (Kolberg) und etwa 100 Kilometer nordöstlich der regionalen Metropole Stettin.
Die nächsten Nachbarorte sind im Norden Gościno (Groß Jestin) und Gościno-Dwór (Gut Groß Jestin), im Nordosten Myślino (Moitzlin), im Süden Wartkowo (Wartekow) und im Westen Kamica (Kämitz).

## Geschichte
Die erste urkundliche Erwähnung des Dorfes stammt aus dem Jahre 1276. Damals bestätigte der Bischof von Cammin, Hermann von Gleichen, dem Kolberger Domkapitel seine Besitzungen. Das damals „Carcowe“ genannte Dorf war der dritten Domherrenpfründe zugeordnet. Im Jahre 1302 wurde ein Steslaus de Karckow urkundlich genannt. Aus dem Jahre 1355 ist überliefert, dass ein Stephan von Karkow und seine Söhne vom Kolberger Domkapitel den Nachbarort Moitzlin zu Lehen nahmen. 
Im 16. Jahrhundert war Karkow, wie auch Moitzlin, ein Lehen der adligen Familie Blankenburg. Im Besitz der Familie Blankenburg blieb Karkow bis ins 19. Jahrhundert. 
Auf der Lubinschen Karte des Herzogtums Pommern von 1618 ist „Kerckow“ eingetragen. 
In Ludwig Wilhelm Brüggemanns Ausführlicher Beschreibung des Herzogtums Vor- und Hinterpommern (1784) ist Karkow als adeliger Wohnsitz unter den adeligen Gütern des Fürstentums Cammin aufgeführt. Damals gab es in Karkow ein Vorwerk, also den Gutsbetrieb, mit einer Schäferei, eine Windmühle (die Karkower Mühle), eine Kalkhütte und eine Ziegelscheune, vier Bauernstellen, zwei Kossäten und eine Schmiede, insgesamt 16 Haushaltungen („Feuerstellen“).
Seit dem 19. Jahrhundert gehörte Karkow Eigentümern aus wechselnden bürgerlichen Familien. 
Ab dem 19. Jahrhundert bildete Karkow einen eigenen politischen Gutsbezirk, der zuletzt ein Gebiet von 566 Hektar umfasste. Zu dem Gutsbezirk gehörte neben Karkow der Wohnplatz Karkower Mühle. Mit der allgemeinen Auflösung der Gutsbezirke in Preußen im Jahre 1928 wurde der Gutsbezirk Karkow in die benachbarte Gemeinde Wartekow eingemeindet. Bis 1945 gehörte Karkow als Teil der Gemeinde Wartekow zum Landkreis Kolberg-Körlin der Provinz Pommern.
Gegen Ende des Zweiten Weltkriegs wurde Karkow durch die Rote Armee besetzt. Das Dorf kam, wie alle Gebiete östlich der Oder-Neiße-Grenze, an Polen. Die Dorfbevölkerung wurde vertrieben. Der Ortsname wurde als „Karkowo“ polonisiert.
Das Dorf bildet heute ein eigenes Schulzenamt in der polnischen Gmina Gościno (Gemeinde Groß Jestin).

## Entwicklung der Einwohnerzahlen
- 1816: 120 Einwohner[4]
- 1855: 185 Einwohner[4]
- 1867: 192 Einwohner[4]
- 1885: 163 Einwohner[4]
- 1905: 161 Einwohner[4]
- 1925: 146 Einwohner[4]
- 2017: 100 Einwohner[1]